# Jeleazno, Plovdiv
Jeleazno (în bulgară Желязно) este un sat în comuna Marița, regiunea Plovdiv,  Bulgaria. 

## Demografie
Componența etnică a satului Jeleazno
     Turci (6,37%)
     Bulgari (82,82%)
     Nicio identificare (9,97%)
     Altele (0,83%)
La recensământul din 2011, populația satului Jeleazno era de 361 locuitori. Din punct de vedere etnic, majoritatea locuitorilor (82,82%) erau bulgari, cu o minoritate de turci (6,37%). Pentru 9,97% din locuitori nu este cunoscută apartenența etnică.